# Coma (quang học)

Quang sai coma ở hệ thấu kính đơn. Mỗi nón sáng tập trung vào các mặt phẳng khác nhau dọc theo trục thấu kính

Trong quang học, đặc biệt trong kính viễn vọng, coma (còn có tên là quang sai coma) là quang sai làm cho các nguồn điểm ngoài trục có vẻ bị biến dạng, thường có hình dạng giống sao chổi hoặc không đối xứng thay vì một điểm sắc nét. Quang sai này có thể xảy ra trong các hệ thống quang học như kính thiên văn, kính hiển vi hoặc ống kính máy ảnh.
Quang sai coma xảy ra do sự không hoàn hảo trong hệ thống quang học, chẳng hạn như sự bất đối xứng trong hình dạng thấu kính hoặc gương hoặc sự lệch trục của các thành phần quang học. Nó trở nên rõ ràng hơn khi bạn di chuyển ra khỏi trung tâm của trường nhìn.
Để khắc phục quang sai coma, các nhà thiết kế quang học thường sử dụng nhiều kỹ thuật khác nhau như kết hợp nhiều thành phần thấu kính, sử dụng các hình dạng thấu kính chuyên dụng hoặc sử dụng phần mềm thiết kế có sự hỗ trợ của máy tính (CAD) để tối ưu hóa cấu hình của hệ thống quang học. Ngoài ra, trong một số trường hợp, kỹ thuật xử lý hậu kỳ có thể được áp dụng cho hình ảnh để giảm khả năng hiển thị quang sai coma.